# Shrewsbury Castle
Shrewsbury Castle er en middelalderborg, der ligger i Shrewsbury, Shropshire, England. Den er opført i rød sandsten på en bakketop med udsigt til floden Severn, og det er herfra byen Shrewsbury er vokset fra. Borgen ligger lige oven for Shrewsbury railway station.
Vilhelm Erobreren igangsate byggeriet omkring år 1067 efter den normanniske erobring af England, og den blev udvidet kraftigt af Roger de Montgomery i 1070.
Det er en listed building af første grad.